# Генрик Сухецький
Ге́нрик Ігна́цій Сухе́цький гербу «Порай» (пол. Henryk Ignacy Suchecki herbu Poraj; 1811, Переспа, нині Сокальського району — 3 липня 1872, Краків) — польський філолог, педагог, автор підручників, професор Карлового та Ягеллонського університетів.

## Біографічні дані
Генрик народився в сім'ї орендаря Яна та Юстини (до шлюбу Жураковська) Сухецьких. З 1819 року навчався в початковій школі та німецькомовній гімназії в Перемишлі. З часом Ян Сухецький зубожів, і від четвертого гімназіального класу Генрик мусив заробляти на прожиття репетиторством. З 1824 року він старався вдосконалювати польський правопис і добирати поправні відповідники замість запозичених слів, а 1828 року зацікавився стилістикою.
Здобувши середню освіту 1833 року, Генрик вивчав філологію у Львівському університеті. 1834 року вступив у свіжозасноване львівське «Товариство старожитностей» («Towarzystwo Starożytności»), яке очолював Кароль Шайноха. Цю нелегальну молодіжну організацію того ж року розігнала поліція. У 1835-му Сухецький закінчив навчання в університеті й тринадцять років працював приватним учителем у багатих родинах. У 1838—1840 роках він був членом Польського демократичного товариства. На початку 1840-х Сухецький дійшов висновку, що порівняльне мовознавство може стати дуже дієвим засобом правильного, природного розвитку польської мови й очистити її від галіцизмів та численних германізмів. Увесь цей час він ретельно студіював цю науку, орієнтуючись на праці Франца Боппа, й водночас вивчав слов'янські мови, особливо ж церковнослов'янську (з праць Йосефа Добровського та Франя Міклошича). Велику увагу приділив також литовській мові. З 1846 року він вивчає санскрит та інші індоарійські мови, зокрема синдську. У 1860-х він ознайомився з азами різних тюркських і семіто-хамітських мов. 1846 року Сухецький подав свою кандидатуру на посаду професора польської мови та літератури у Львівському університеті, звільнену після відходу Миколая Михалевича, а у 1848-му заснував свій часопис «Polska gazeta powszechna», яка виходила кілька місяців.
Того ж року він знову залучився до соціальної та політичної діяльності («Львівська слов'янська читальня»). Сухецький співпрацював, серед інших, із Яном Захаріясевичем та Карлом Відманом — редакторами радикального львівського журналу «Поступ» («Postęp»). У жовтні 1848 року він брав участь у засіданнях Центральної національної ради. У той час Сухецький опублікував перші підручники польської мови для початкових шкіл. У 1849—1851 роках він студіював славістику у Віденському університеті, слухав лекції Франя Міклошича. Зустрівшись з міністром освіти графом Леопольдом фон Тун-унд-Гогенштайном (саме тоді тривала реформа в системі освіти), Сухецький спитав про можливість заснування кафедри порівняльної лінгвістики в Кракові або Львові. Тун послався на брак коштів і запропонував очолити кафедру літератури в Ягеллонському університеті. Сухецький відмовився й натомість порадив вибрати на цю посаду когось із таких літераторів, як Адам Міцкевич, Юзеф Богдан Залеський, Казимир Владислав Вуйцицький, Юзеф Коженьовський і Юзеф Ігнацій Крашевський. Відмовився також працювати завідувачем кафедри в Оломоуці.
1851 року Сухецький став учителем польської та німецької мов у нововідкритій Другій домініканській гімназії у Львові. Кілька років він брав участь у роботі двох комісій, які розглядали запропоновані підручники для початкових шкіл та гімназій. За цю діяльність дістав урядову відзнаку від міністерства освіти та конфесій. У той час він опублікував три підручники польської граматики, які були рекомендовані для використання в галицьких школах, а згодом — у Познанському воєводстві. Сухецький писав ці підручники, використовуючи доробок своїх попередників, але насамперед на основі власних досліджень польської мови. За підручник «Nauka języka polskiego na 3 kursy rozłożona» 23 липня 1849 року він став членом-кореспондентом Краківського наукового товариства. Завдяки книжці Сухецького «Gramatyka języka epoki Piastów i Jagiellonów aż do Marcina Bielskiego» 1856 року міністр освіти Австро-Угорщини передав Сухецькому через цісарського намісника в Галичині графа Голуховського запрошення очолити кафедру польської мови та літератури в Карловому університеті, причому із заувагою, що сам міністр був би радий бачити вченого завідувачем кафедри у Кракові чи Львові. З указу цісаря навесні 1857-го Сухецький обійняв цю запропоновану посаду в Празі. Лекції читав польською мовою, викладав полоністику, порівняльну лінгвістику й санскрит — після того, як до Єни перебрався відомий орієнталіст Август Шлайхер.
У своїх працях Сухецький порівнював польську мову з індоєвропейськими, тюркськими та семітськими мовами. У 1858-му він став надзвичайним членом Королівського чеського товариства знань, а 1 січня 1859 року, як викладач санскриту, — дійсним членом Німецького орієнтального товариства в Лейпцигу та Галле. З 21 грудня 1860 року Сухецький — почесний член Познанського товариства друзів науки.

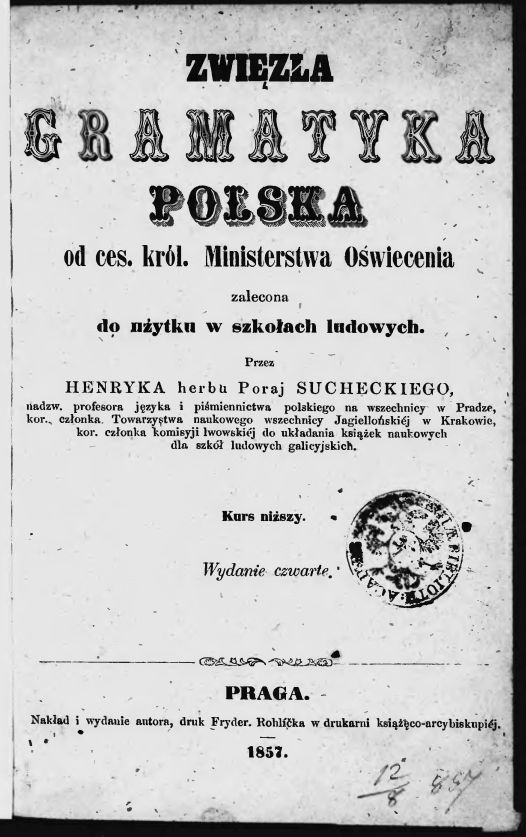
«Стисла граматика польської мови» Генрика Сухецького. 1857 рік.

У 1863 році Сухецький був агентом Національного уряду в Січневому повстанні.
1864 року вчений розпочав писати капітальну працю — підсумок своїх численних наукових розробок — під назвою «Umiejętna nauka języka polskiego». Праця мала складатися з двох розділів: «Osnowa do rodzimo-krytycznej, hisoryko-porównawczej gramatyki języka polskiego» і «Rodzimo-krytyczna, hisoryko-porównawcza gramatyka języka polskiego w kręgu sławiańszczyzny i w zakresie języków arskich, z poświatą rzucaną z obszarów języków kolebkowych». Вийшли друком тільки перші зшитки цієї праці. Написати й видати решту завадив брак часу та — передусім — коштів.
1865 року він, на запрошення одного з професорів варшавської Головної школи, подав свою кандидатуру на конкурс заміщення посади професора порівняльної лінгвістики слов'янських мов у цій школі. Цього ж року Відділ філософії й Академічний сенат у Празі подав рекомендацію наукових заслуг Сухецького міністрові освіти, й той листовно запропонував науковцеві керувати новоствореною кафедрою порівняльної лінгвістики слов'янських мов у Ягеллонському університеті, що в Кракові. Цю пропозицію прийнято. В цьому університеті він перший викладав порівняльну лінгвістику польською мовою й перший читав лекції про народну польську мову. 19 листопада 1871 року Сухецький став членом-кореспондентом Товариства поморянських історії й археології в Штральзунді та Ґрайфенгаґені.
Велику увагу вчений приділяв правопису польської мови. Він виступав за те, щоб вивести із вжитку літери ó, é та х, йотувати слова на зразок im, у словах типу Francia замість ia писати ya. Генрик Сухецький зробив великий внесок у розвиток польського шкільництва в Галичині, в дидактику польської мови та в мовний вишкіл учителів. Його підручники граматики витримали кілька видань. Усе життя він плідно розвивав польську термінологію в різних галузях науки та техніки.
Генрик Сухецький мав дружину Пелагею із Хшонстовських і сина Мирослава (1843—1912), автора робіт у галузі мови та стенографії. Небожем Генрика Сухецького був Генрик Ревакович. 3 липня 1872 року Генрик Сухецький, важко хворий на печінку, помер, перед тим дочитавши до кінця курс лекцій в семестрі. Дуже скромний і малолюдний похорон відбувся 5 липня.

## Наукові праці
- Niektóre uwagi o pisowni (w Bibl. Zakł. Ossolińskich), 1848, zesz. II
- Nauka języka polskiego na 3 kursy rozłożona. — Lwów, 1849
- Zwięzła nauka języka polskiego dla uczącej się młodzi. — Lwów, 1849
- Krótka nauka języka polskiego dla początkującej młodzi. — Lwów, 1849
- Ustęp z lingwistyki porównawczej. — Lwów, 1851
- Zwięzła gramatyka polska, kurs wyższy. Wyd. II, przerobione, Lwów, 1853. — Wyd. III, Lwów, 1856. — Wyd. IV, przerobione i pomnożone, Praga, 1859
- Zwięzła gramatyka polska, kurs niższy. Wyd. II, przerobione, Lwów, 1853. — Wyd. III, Lwów, 1854. — Wyd. IV, Praga, 1857. — Wyd. V, Praga, 1859
- Przegląd form gramatycznych języka staropolskiego. — Lwów, 1855 (неправомірно виданий і поміщений у «Wypisy Polskie», 1857)
- Wypisy polskie: dla użytku klass wyższych w CK szkołach gimnazyalnych. — Lwów, 1857
- Gramatyka języka epoki Piastów i Jagiellonów aż do Marcina Bielskiego
- Ułamki głagolickie prazkie z 2giej połowy IX lub 1szej X wieku. Zbiór «Czas», zesz. XIX. — Kraków, 1857
- Wycieczka w ziemię Strabonowych i Tacytowych Swewów o języku najbliższym polskiemu w dzisiejszych Niemczech północnych po za Ejderę, po Ren i Men.
- Nástin dějin písemnictví Polákův / sepsal Jindřich Suchecki. — Praha, 1858
- Umiejętna nauka języka polskiego. — Praga (не раніш як 1864, вийшло кілька зшитків)
- Budowa języka polskiego pojaśniona wykładem historyczno-porównawczym w zakresie indo-europejskim i w kręgu sławiańszczyzny. Zeszyt I. — Praga, 1868 roku.
- Modlitwy Wacława: zabytek mowy staropolskiéj odkryty przez Aleksandra Przezdzieckiego. — Kraków, 1871
- Zagadnienia z zakresu języka polskiego wywodem lingwistycznym i filologicznym. — Kraków, 1871